# Sentència del Cassis de Dijon
La sentència del Cassis de Dijon del Tribunal de Justícia de la Unió Europea del 20 de febrer de 1979 és una sentència clau en l'obertura del mercat i l'abolició de mesures proteccionistes i les barreres tècniques entre els estats de la Unió Europea. Confirma el principi que qualsevol producte que es produeixi i es vengui legalment en un Estat membre s’ha de poder vendre al mercat de tots els altres.
El principi rep el nom de la Crème de Cassis, un licor de cassís, d'origen occità molt popular a França, i base de l'aperitiu kir, que el 1976 la cooperativa de supermercats Rewe volia comercialitzar a Alemanya. Aleshores, el servei federal de gestió del monopoli d'estat d'aiguardents (Bundesmonopolverwaltung für Branntwein, 1922-2018) en volia impedir la importació perquè el producte no respondria a la normativa alemanya. La controvèrsia que es va acabar davant els tribunals.
Finalment el Tribunal de Justícia de la Unió Europea va decidir que aquesta restricció nacional alemanya era un obstacle a la importació, incompatible amb els articles 34: «Les restriccions quantitatives a l'exportació i totes les mesures d'efecte equivalent estan prohibides entre els Estats membres»i 36 que defineix les restriccions acceptables (salut, moralitat pública, protecció de patrimoni artístic major…) del Tractat de Roma del 25 març 1957.